# Podul Victor Dumon
Podul Victor Dumon (în neerlandeză Victor Dumonbrug) este un pod basculant peste canalul Bruxelles-Escaut, care funcționează în Klein-Willebroek, un sat din comuna belgiană Willebroek. Începând din 1922, când canalul a fost prelungit până la Wintam pe un traseu paralel cu râul Rupel, podul nu mai traversează canalul maritim propriu-zis, ci vechiul traseu al acestuia, rămas acum doar o cale de acces a Portului Willebroek către Rupel. Podul este folosit în special ca legătură rutieră către terminalul de containere construit de-a lungul canalului și trebuie basculat pentru a permite trecerea ambarcațiunilor de agrement care folosesc ecluza pentru a pătrunde sau ieși din râul Rupel,  dinspre și înspre Klein-Willebroek. Podul Victor Dumon este situat la hectometrul fluvial 00003 al vechii secțiuni a canalului.
Podul actual a fost construit în anul 2000 și are trei deschideri: două deschideri laterale fixe, din prefabricate de beton, cu lungimi de 22 și 17,5 m, și o deschidere centrală mobilă, de tip pod basculant metalic, cu o lungime de 20,6 m. Lungimea sa totală este de 60,1 m și, atunci când este basculat, asigură un gabarit de aer de 32 m. În stare nebasculată, gabaritul de aer este de 3,15 m, iar înălțimea de liberă trecere de 3,45 m.
Podul a fost supus unor lucrări de întreținere și reabilitare în anul 2016.
Podul Victor Dumon este vopsit în culori vii, roșu, galben și albastru.

## Denumire
Podul este denumit după Victor Dumon, un antreprenor care a jucat un rol important în extinderea canalului. Atelierele Dumon-Van der Vin erau situate pe limba de pământ cuprinsă între râul Rupel și canalul maritim, către Wintam. Din anul 2009, în acel loc funcționează o firmă cu profil HoReCa.